# Hamelia xorullensis
Hamelia xorullensis är en måreväxtart som beskrevs av Carl Sigismund Kunth. Hamelia xorullensis ingår i släktet Hamelia och familjen måreväxter. Inga underarter finns listade i Catalogue of Life.